# Еуженія Мая
Еуженія Мая (порт. Eugenia Maia; нар. 26 квітня 1974) — колишня бразильська тенісистка.
Найвищу одиночну позицію світового рейтингу — 316 місце досягла 2 грудня 1996, парну — 200 місце — 5 серпня 1996 року.
Здобула 7 парних титулів.

## Фінали ITF
| Турніри $25,000 |
| Турніри $10,000 |

### Одиночний розряд: 3 (0–3)
| Результат | Ранг | Дата              | Турнір              | Покриття | Суперниця          | Рахунок  |
| --------- | ---- | ----------------- | ------------------- | -------- | ------------------ | -------- |
| Поразка   | 1.   | 28 листопада 1994 | Сан-Паулу, Бразилія | Тверде   | Лусіана Телла      | 3–6, 2–6 |
| Поразка   | 2.   | 4 вересня 1995    | Медельїн, Колумбія  | Ґрунт    | Маріана Діас-Оліва | 4–6, 1–6 |
| Поразка   | 3.   | 11 грудня 1995    | Сан-Паулу, Бразилія | Ґрунт    | Меган Шонессі      | 1–6, 1–6 |

### Парний розряд: 14 (7–7)
| Результат | Ранг | Дата              | Турнір                          | Покриття | Партнерка          | Суперниці                             | Рахунок          |
| --------- | ---- | ----------------- | ------------------------------- | -------- | ------------------ | ------------------------------------- | ---------------- |
| Поразка   | 1.   | 12 серпня 1991    | Белен (Бразилія), Бразилія      | Тверде   | Роберта Буржаглі   | Алесандра Каул Denia Salu             | 7–6(4), 3–6, 4–6 |
| Перемога  | 1.   | 19 серпня 1991    | Манаус, Бразилія                | Тверде   | Роберта Буржаглі   | Стефані Майоркіс Крістіна Розвадовскі | 6–4, 7–6(3)      |
| Поразка   | 2.   | 26 серпня 1991    | Белу-Оризонті, Бразилія         | Ґрунт    | Роберта Буржаглі   | Denia Salu Андреа Віейра              | 6–4, 5–7, 4–6    |
| Перемога  | 2.   | 3 березня 1993    | Монтеррей, Мексика              | Ґрунт    | Caroline Schuck    | Happy Ho Клаудія Мусіньйо             | 7–6(6), 6–1      |
| Перемога  | 3.   | 4 вересня 1995    | Медельїн, Колумбія              | Ґрунт    | Маріана Діас-Оліва | Хімена Родрігес Джоанн Мур            | 6–3, 6–2         |
| Перемога  | 4.   | 18 вересня 1995   | Манісалес, Колумбія             | Ґрунт    | Маріана Діас-Оліва | Хімена Родрігес Джоанн Мур            | 6–4, 6–3         |
| Поразка   | 3.   | 25 вересня 1995   | Гуаякіль, Еквадор               | Ґрунт    | Маріана Діас-Оліва | Барбара Кастро Марія-Алехандра Кесада | 6–7(5), 1–6      |
| Поразка   | 4.   | 20 листопада 1995 | Сан-Паулу, Бразилія             | Ґрунт    | Лусіана Телла      | Ванесса Менга Андреа Віейра           | 6–7(3), 3–6      |
| Перемога  | 5.   | 24 червня 1996    | Кампу-Гранді, Бразилія          | Тверде   | Ванесса Менга      | Крістіна Феррейра Сузана Родрігес     | 1–6, 6–3, 6–3    |
| Поразка   | 5.   | 14 грудня 1997    | Богота, Колумбія                | Ґрунт    | Ларісса Шерер      | Міріам Д'Агостіні Ванесса Менга       | 2–6, 2–6         |
| Перемога  | 6.   | 3 травня 1998     | Сан-Северо, Італія              | Ґрунт    | Роміна Оттобоні    | Х'яна Гутьєррес Вероніка Стеле        | 1–6, 7–5, 7–5    |
| Поразка   | 6.   | 26 липня 1998     | Камайоре, Італія                | Ґрунт    | Х'яна Гутьєррес    | Зузана Гейдова Маріяна Ковачевич      | 2–6, 0–6         |
| Поразка   | 7.   | 5 жовтня 1998     | Монтевідео, Уругвай             | Тверде   | Жоана Кортез       | Жофія Губачі Маріана Лопес Паласіос   | 6–3, 3–6, 4–6    |
| Перемога  | 7.   | 30 серпня 1999    | Сан-Хуан (Аргентина), Аргентина | Ґрунт    | Роміна Оттобоні    | Вірхінія Саді Даніела Олівера         | 6–2, 6–2         |